# 広瀬大介
広瀬 大介（ひろせ だいすけ、1973年 - ）は、日本の音楽学者、音楽評論家、青山学院大学文学部教授。

## 経歴
国際基督教大学教養学部人文科学科を卒業後、1996年から1998年まで大学院比較文化研究科博士前期課程に学んで修了した。
2000年に一橋大学大学院言語社会研究科博士後期課程に進み、2006年に「リヒャルト・シュトラウス《無口な女》(1935)」により一橋大学から博士（学術）を取得した。
広瀬は、おもにドイツ・オペラ、特にリヒャルト・シュトラウスの研究に従事しており、2000年から日本リヒャルト・シュトラウス協会常務理事・事務局長を務めている。音楽評論家としても活動しており、『レコード芸術』誌などに評論を寄稿しているほか、ラジオ出演、CDライナーノーツ、オペラDVD対訳、演奏会における曲目解説などを手がけている。
また、2014年から、北とぴあ国際音楽祭アドバイザー、北九州国際音楽祭ミュージックアドバイザーを、2015年からは、佐治敬三賞審査員も務めている。

## おもな著書
- 『リヒャルト・シュトラウス「自画像」としてのオペラー《無口な女》の成立史と音楽』アルテスパブリッシング、2009年
- 『楽譜でわかるクラシック音楽の歴史ー古典派・ロマン派・20世紀の音楽』音楽之友社、2014年
- 『帝国のオペラー《ニーベルングの指環》から《ばらの騎士》へ』河出書房新社、2016